# Tempo (chanson)
Pour les articles homonymes, voir Tempo (homonymie).
Singles de EXO
Electric Kiss
(2018) Love Shot
(2018)
Tempo (coréen : 템포 ; chinois : 節奏) est un single du boys band sud-coréano-chinois EXO, sorti le 2 novembre 2018 en coréen et en mandarin, issu de leur cinquième album studio Don't Mess Up My Tempo.

## Composition
"Tempo" est décrite comme une chanson hip-hop et dance, elle contient une ligne de basse intense et un son de batterie rythmique, et s’accorde bien avec la voix a cappella des membres d'EXO. Dans les paroles, l'intérêt amoureux est comparé à la mélodie de la musique et les membres avertissent les autres de ne pas s'immiscer dans leur tempo unique.
Lors d'un entretien accordé à Billboard au sujet de la composition de la chanson, Leven Kali a révélé que la chanson a été créée il y a deux ans au cours d'une session d'écriture avec SM Entertainment à Séoul. Il a par la suite expliqué : “Après cela, il a fallu quelques séances aux États-Unis avec le reste des compositeurs (Tay Jasper et Adrian McKinnon) pour le terminer, puis le producteur principal "Digi" l'a ramené à la maison avec les touches finales. Nous ne savions pas où la chanson aboutirait, mais je suis reconnaissant qu'elle se soit terminée avec EXO car ils font toujours des disques avec un niveau de qualité unique et élevé. Je suis vraiment heureux de la façon dont ça s'est passée mais aussi béni de faire partie de leur histoire. La chanson est inspirée par de nombreux genres et artistes, comme Teddy Riley, OutKast et Take 6”.
Le producteur principal "Digi" a rajouté : “"Tempo" est un mélange de R&B, de funk, de disco, de dance et de house des années 90. Je voulais apporter une énergie lumineuse à leur musique tout en la laissant sérieuse sans être trop sérieuse. En outre, le lit couine. Juste ils travaillent.”.

## Clip-vidéo
Le 21 octobre, un court-métrage de 30 secondes intitulé "Tempo Concept" a été mise en ligne sur YouTube, les représentant comme un gang de motards accompagné d'un extrait audio en exclusivité du single "Tempo", que Billboard décrit comme "commençant par une mélodie dramatique de synthé, un rythme pulsé et la phrase « I can't believe »". Les clips-vidéos sont sortis en même temps que l'album, c'est-à-dire le 2 novembre.
Lors d'une conférence de presse qui s'est tenu la veille de la sortie de l'album, Suho s'est exprimé au sujet du clip-vidéo en révélant : “ Pour le clip-vidéo, nous avons choisi le thème de « rider », mais en réalité, personne [du groupe] n’a de permis moto. C’est pourquoi, lorsque nous changeons d'endroits, nous ne touchons pas les motos - [le personnel] les a déplacées pour nous. Nous nous sommes seulement assis. Mais même avec ça, le clip est vraiment bien fait et on a vraiment l’air de motards, alors on est contents. ”.
La version coréenne a atteint 17 048 689 de vues et 2 millions de likes en 24 heures. Le 25 février 2019, « Tempo » devient le neuvième clip musical à atteindre les 100 millions de vues après « 중독 (Overdose) », « 으르렁 (Growl) », « Call Me Baby », , « Monster », « 늑대와 미녀 (Wolf) », « Ko Ko Bop », « Love Me Right » et « Lotto ».

## Promotion
Le 2 novembre, EXO a commencé à promouvoir le single dans les émissions musicales sud-coréennes. Le groupe l'a par la suite intégré au programme de leur cinquième tournée « EXpℓOration ».

## Accueil

### Succès commercial
Le single a dominé plusieurs charts en temps réel de différents sites musicaux coréens et est n°1 sur le célèbre site de musique chinois Xiami Music. Le single a également pris la tête du classement en temps réel du plus grand site de musique coréen MelOn, ainsi que les charts d’autres sites majeurs comme Bugs et Soribada. Parallèlement, il a pris la seconde place sur Genie, Mnet et Naver Music,.

## Classements

### Classements hebdomadaires
| Version coréenne                   |     |
| South Korea (Gaon)                 | 4   |
| South Korea (Korea K-Pop Hot 100)  | 1   |
| New Zealand Hot Singles (RMNZ)     | 2   |
| France (SNEP)                      | 182 |
| China (Billboard V Chart)          | 182 |
| Japan Hot 100 (Billboard)          | 26  |
| UK Independent Singles (OCC)       | 27  |
| US World Digital Songs (Billboard) | 2   |
| Version chinoise                   |     |
| South Korea (Gaon)                 | 11  |

### Classement mensuel
| South Korea (Gaon) | 6 | 14 |

## Prix et nominations
| Année | Prix                    | Titre                                 | Résultat   |
| ----- | ----------------------- | ------------------------------------- | ---------- |
| 2019  | Gaon Chart K-Pop Awards | Song of the Year (Digital) - November | Nomination |

### Programme de classements musicaux
| Programme        | Date             |
| ---------------- | ---------------- |
| Music Bank (KBS) | 9 novembre 2018  |
| Music Bank (KBS) | 16 novembre 2018 |
| Music Bank (KBS) | 4 janvier 2019   |

## Historique de sortie
| Pays         | Date            | Format               | Label            |
| ------------ | --------------- | -------------------- | ---------------- |
| Corée du Sud | 2 novembre 2018 | Téléchargement légal | SM Entertainment |
| Monde entier | 2 novembre 2018 | Téléchargement légal | SM Entertainment |